# Icaronycteris index
Icaronycteris index é uma espécie de morcego extinta que viveu no Eoceno Inferior. Restos fósseis de quatro espécimes bem preservados foram encontrados na formação Green River da América do Norte. É a única espécie descrita para o gênero Icaronycteris, embora um material fragmentado da França, seja por tentativa colocado entre o gênero.